# 1269 Rollandia
1269 Rollandia је астероид са пречником од приближно 105,19 .
Афел астероида је на удаљености од 4,281 астрономских јединица (АЈ) од Сунца, а перихел на 3,514 АЈ.
Ексцентрицитет орбите износи 0,098, инклинација (нагиб) орбите у односу на раван еклиптике 2,758 степени, а орбитални период износи 2811,123 дана (7,696 година).
Апсолутна магнитуда астероида је 8,82 а геометријски албедо 0,047.
Астероид је откривен 20. септембра 1930. године.